# ساوت‌بانک، ویکتوریا
ساوت‌بانک (به انگلیسی: Southbank) یک منطقهٔ مسکونی در استرالیا است که در ویکتوریا (استرالیا) واقع شده‌است.